# Gam-si-ja-deul
Gam-si-ja-deul (hangul: 감시자들; rr: Gamsijadeul; lit. "Tocaia" ou "Vigilância"; em inglês:  Cold Eyes) é um filme sul-coreano de 2013 de ação criminal estrelado por Sol Kyung-gu, Jung Woo-sung, Han Hyo-joo, Jin Kyung e Lee Junho. Uma refilmagem do filme de 2007 Unidade de Vigilância, a película conta um episódio de uma equipa de detectives da unidade especial de vigilância criminal que executam uma operação conjunta para derrubar uma organização de assalto a bancos.
O filme teve a sua estreia no Festival Internacional de Cinema de Toronto em 2013, e foi também exibido no Festival Internacional de Cinema de Busan no mesmo ano, antes do lançamento oficial na Coreia do Sul.

## Sinopse
Uma gangue de assaltantes, liderada por James (Jung Woo-sung), é suspeita de realizar grandes furtos a bancos. Para impedi-los, a unidade do Departamento de Crimes Especiais da polícia sul-coreana, organiza uma operação sem falhas para captura-los através de um grande sistema de vigilância. Yoon-joo (Han Hyo-joo) é contratada pelo Chefe Hwang (Sol Kyung-gu), líder da unidade que opera na captura dos criminosos, e conforme a sua integração na equipa, Yoon-joo coopera na tentativa de desmistificar a identidade de James.

## Elenco
- Sol Kyung-gu como Detetive Hwang
- Jung Woo-sung como James, líder de uma unidade internacional de criminosos.[11][12][13][14][15]
- Han Hyo-joo como detective Rookie, Ha Yoon-joo
- Jin Kyung como Chefe do departamento, Lee
- Lee Junho como Detective Daramjwi ("Esquilo")[16][17][18]
- Kim Byung-ok como corretor/sapateiro misterioso
- Simon Yam como alvo da equipa de vigilância (cameo)